# Römisches Brandgräberfeld Wawern
Koordinaten: 50° 7′ 53″ N, 6° 30′ 32″ O
Das Römische Brandgräberfeld Wawern ist ein römisches Grabfeld in der Ortsgemeinde Wawern im Eifelkreis Bitburg-Prüm in Rheinland-Pfalz.

## Beschreibung
Das Brandgräberfeld befindet sich nordöstlich von Wawern in der Nähe des Vlierbaches.
Die Brandgräber stammen aus dem 2. Jahrhundert n. Chr. und zählen somit zur Epoche der Römer.

## Archäologische Befunde

### Brandgräberfeld
Die Brandgräber wurden erstmals im Jahre 1932 entdeckt. Es handelt sich um sechs quadratische Brandgruben mit Seitenlängen von 40 bis 70 cm. Die einzelnen Gruben sind mit Steinplatten umstellt und sind zwischen 2 und 2,7 m voneinander entfernt in einer Reihe angeordnet worden. Mehrere Keramikfunde ermöglichten eine Datierung des Brandgräberfeldes in das 2. Jahrhundert n. Chr.

### Totenfeiern
Unmittelbar nördlich der Brandgräber fand man im Jahre 1966 einen rechteckigen Platz von 1,5 auf 2,5 m. Dieser war mit Sandsteinen umstellt und wies eine besonders hohe Funddichte auf. Man beobachtete Keramikscherben aus dem 2. bis 4. Jahrhundert n. Chr., drei Terra-Sigillata-Schalen, vier Krüge, vier Teller, mehrere Töpfe, einen Schwarzfirnisbecher sowie weitere Fragmente. Aufgrund der zahlreichen Funde geht man heute davon aus, dass an diesem Platz Totenfeiern stattfanden.

### Römerstraße
Die Datierung des Fundplatzes der Totenfeiern weist eine lange Nutzungsdauer nach. Hierfür spricht auch die Lage unmittelbar an einer vermutlich nordwestlich des Brandgräberfeldes verlaufenden Römerstraße. Etwas weiter nordöstlich der beiden Fundplätze wurde ferner ein römisches Steinplattengrab entdeckt, welches vermutlich ebenfalls an der römischen Straße lag.

## Erhaltungszustand und Denkmalschutz
Die Brandgräber sind nach den Untersuchungen und der Bergung der Funde nicht mehr vor Ort erhalten. Das Brandgräberfeld befindet sich zudem heute in einer landwirtschaftlich genutzten Fläche.
Das Brandgräberfeld ist als eingetragenes Kulturdenkmal im Sinne des Denkmalschutzgesetzes des Landes Rheinland-Pfalz (DSchG) unter besonderen Schutz gestellt. Nachforschungen und gezieltes Sammeln von Funden sind genehmigungspflichtig, Zufallsfunde an die Denkmalbehörden zu melden.